# Nuottisaari (ö i Norra Karelen, Joensuu, lat 62,68, long 29,17)
Nuottisaari är en ö i Finland. Den ligger i sjön Viinijärvi och i kommunen Libelits i den ekonomiska regionen  Joensuu ekonomiska region  och landskapet Norra Karelen, i den sydöstra delen av landet, 400 km nordost om huvudstaden Helsingfors. Öns area är 0,5 hektar och dess största längd är 160 meter i sydväst-nordöstlig riktning.